# Hội đồ Lĩnh Nam dật sử
Hội đồ Lĩnh Nam dật sử (chữ Hán: 會圖嶺南逸史) hoặc Lĩnh Nam dật sử đồ tập (chữ Hán: 嶺南逸史圖集) hoặc Lĩnh Nam dật sử đồ sách (chữ Hán: 嶺南逸史圖冊) hoặc Lĩnh Nam dật sử (chữ Hán: 嶺南逸史) là những nhan đề của một cuốn tiểu thuyết hoa tình được ấn hành khoảng cuối triều Càn Long.

## Nội dung
Hoàng Quỳnh, tự Phùng Ngọc, người Thổ ở Đào Hoa thôn Trình Hương huyện thuộc xứ Phong Châu đất Lĩnh Nam thời Lý Nhân Tông, là một tráng đinh miền sơn cước có tài trí và lòng quả cảm. Chàng góp công giúp hoàng đế Lý Thần Tông dẹp giặc nên được trọng thưởng và phong quan tước. Sau, Hoàng Quỳnh lại từ quan về quê hương vui thú điền viên cùng người vợ đẹp mà chàng đã lấy được trong thời gian đánh giặc.

## Kết cấu
Hội đồ Lĩnh Nam dật sử đan xen cả văn lẫn thơ, gồm 1 bài tựa và 28 hồi.
| “                                            | 《說文》：「史，記事者也」。有國史，有野史。國史載累朝實錄，贍而不穢，詳而有體，尚矣。野史記委巷賢奸，山林伏莽，自漢唐以來代有其書，大抵皆朽腐之談，荒唐之說居多。求其一二標新領異，據實敷陳，堪與國史相表裡者，吾則重有取於黃子之《嶺南逸史》云。 夫文章之道，貴乎變化。變則生，生則常新而可久。《逸史》者，離奇怪變，蓋不知其幾千萬狀也。即女子也，而英雄，而忠孝，而俠義，而雄談驚座，智計絕人，奇變不窮，抑亦新之至焉者乎？且予嘗南遊永安矣，見夫一門三孝坊石，猶巋然存也。西至羅旁，過九星岩，擊石鼓，淵淵有聲；登錦石，誦屈子銘，其所表見皆不虛。夫豈無《幽明錄》、《搜神記》詼諧詭怪足動觀聽者？然而不近人情，莫能徵信，識者笑之。安所得如《逸史》者之千變萬化而復無事荒唐也！使其付之梨棗，傳之其人，知必有以吾言為不謬者。故序之。 時乾隆甲寅之蒲月五日，西園老人題於雙溪之草堂。 | ” |
| — Trích lược Lĩnh Nam dật sử tự (嶺南逸史序) | |   |

Cốt truyện chủ yếu được sắp xếp tuần tự theo thời gian Hoàng Quỳnh đi thăm bà cô ở châu Tòng Hóa, dọc theo hành trình gặp nhiều trường hợp ngẫu nhiên duyên nợ lạ kỳ. Căn bản gồm 3 đoạn chính:
- Đoạn thứ nhất: Hoàng Quỳnh kết duyên với cô Trương Quy Nhi, người Thổ và là con gái Trương Hàn tự Thư Cốc ở Mai Hoa thôn.
- Đoạn thứ hai: Hoàng Quỳnh kết duyên với cô Lý Tiểu Hoàn, người Mường Diêu và là con gái Lý Can động chủ hạt Hoa Quế.
- Đoạn thứ ba: Hoàng Quỳnh kết duyên với cô Mai Ánh Tuyết, là em gái Mai Anh ở Mường Diêu.

Vì sự tình duyên ấy nên sinh ra nhiều chi tiết ly kỳ khúc chiết. Hoàng Quỳnh phải lo trả ơn, lại lo báo thù, hoặc vợ chồng thất lạc, hoặc bị ly tiết tù đày. Sau rốt, dẹp yên cường khấu trong vùng, được vua Thần Tông nhà Lý phong làm công thần, thụ tước Đông An hầu. Khi ấy, vợ chồng mới sum hiệp đoàn tụ một nhà, thanh nhàn cảnh trí sơn lâm.

## Vấn đề tác quyền
Tại Việt Nam tồn tại hai bản dịch Việt ngữ của Hội đồ Lĩnh Nam dật sử, đó là bản dịch của Nguyễn Hữu Tiến đăng dài kỳ trên Nam Phong tạp chí (từ số 40) năm 1921 và bản dịch của Bùi Đàn in thành sách tại Sài Gòn năm 1968.
- Bản dịch năm 1921: Khi phát hành tiểu thuyết này, dịch giả Nguyễn Hữu Tiến đặt nhan đề mới là Lĩnh Nam dật sử, chia thành 3 tập. Cứ theo bài tựa thì tác giả sách tên là Ma Văn Cao (chữ Hán: 麻文高; được cho là người Dao, cư trú tại địa phận tỉnh Hòa Bình) với bút hiệu Dịch Sơn động sĩ (chữ Hán: 嶧山峒士) và viết bằng Man ngữ vào khoảng thế kỷ XII; sau đó được cháu năm đời là Ma Văn Khải (chữ Hán: 麻文啓) tặng Chiêu Văn vương Trần Nhật Duật khi ông đến chiêu hàng chúa Đà Giang đạo Trịnh Giốc Mật vào năm 1280. Thân vương đã dịch tác phẩm này sang chữ Hán, có Hoài Văn hầu Trần Quốc Toản hiệu chính và Thăng Am Trương Hán Siêu phụng bình, ấn hành năm 1297 và là tư liệu xác đáng nhất còn lại đến nay. Năm 1925, bản dịch của Nguyễn Hữu Tiến được in thành sách do Cát Thành xuất bản, chia làm 2 tập: Tiền biên (14 hồi đầu)[5] và Hậu biên (14 hồi sau).[6] Năm 1928 bản dịch này được Cát Thành tái bản.[7][8]
- Bản dịch năm 1968: Thực ra là sự tham khảo bản gốc và bản dịch năm 1921, nhưng được ấn hành thành sách hoàn chỉnh (2 tập), dưới sự bảo trợ của Trung tâm Học liệu trực thuộc Bộ Quốc gia Giáo dục Việt Nam Cộng hòa.

Trong bài báo Ngư nhàn có phải là thơ của Dương Không Lộ, học giả Đỗ Phương Lâm cho biết:
| “                                                                                 | Đông Châu Nguyễn Hữu Tiến cho đăng trên Nam Phong tạp chí (số 40, 07.1921) bản dịch tiểu thuyết "Lĩnh Nam dật sử" kèm theo lời giới thiệu rằng đó là tác phẩm của Ma Văn Cao, một nhà văn người sắc tộc Dao ở vùng núi tỉnh Hòa Bình ngày nay, sáng tác bằng chữ sắc tộc thiểu số vào cuối đời Lý (thế kỷ XI) và đã được Trần Nhật Duật dịch ra chữ Hán từ năm 1297. Một "phát hiện" thật bất ngờ nhưng cũng để lại nhiều ngờ vực. Sau đó, trên các sách báo, "Lĩnh Nam dật sử" liên tục được giới thiệu trên các sách báo và nghiễm nhiên được coi là một tác phẩm "có niên đại" vào đời Trần. Nhưng cuối cùng thì các nhà thư tịch học đã giải quyết xong vấn đề gốc gác của tiểu thuyết này: Đó là một tác phẩm nguyên của Trung Quốc, có tên là "Hội đồ Lĩnh Nam dật sử", ra đời vào cuối thế kỷ XVIII. Sở dĩ có sự nhầm lẫn này của ông Đông Châu Nguyễn Hữu Tiến là vì sách "Hội đồ Lĩnh Nam dật sử" đã bị ai đó "chế biến" lại, thay đổi tên tác giả, tác phẩm, sửa chữa chút ít về nội dung và bài tựa, rồi bán cho Thư viện Viễn Đông bác cổ để kiếm hời. Đông Châu chỉ mới xem được có một bản sao kém cỏi này đã vội đưa ra kết luận, khiến suýt nữa tác phẩm này lại trở thành mối hoài nghi của nhiều thế hệ sau. Thật đáng buồn khi mà trong xã hội thực dân, "đồ cổ" văn chương cũng trở thành vật mua bán khiến cho xuất hiện không ít các tác phẩm giả mạo. Thêm vào đó, những sai sót về mặt phương pháp của một số người sưu tầm, nghiên cứu - mà những người này đến nay đều đã quá cố - đã dẫn đến những ngờ vực khó làm sáng tỏ. | ” |
| — Trích lược Ngư nhàn có phải là thơ của Dương Không Lộ của học giả Đỗ Phương Lâm | |   |

Còn theo nguồn Wikisource Hán ngữ, tác giả Hội đồ Lĩnh Nam dật sử có nguyên danh là Hoàng Nham (chữ Hán: 黃岩, 1751 - 1830), bút hiệu Hoa Khê dật sĩ (chữ Hán: 花溪逸士). Sách được ấn hành năm 1794 và được liệt vào bộ Văn sử tung hoành tinh tuyển đồ sách (chữ Hán: 文史縱橫精選圖冊). Sách có hai loại bản khổ nhỏ là "Lâu Ngọc Lâu tàng bản" và "Văn Đạo Đường tàng bản". Trong sách có ghi: Hoa Khê dật sĩ biên thứ: Túy Viên cuồng khách bình điểm; Trác Trai Trương Khí Giã và Trúc Viên Trương Tích Quang đồng tham hiệu. Bản Lâu Ngọc Lâu có bài tựa của Tây Viên lão nhân viết năm 1794 và bài tựa của Trương Khí Giã. Bản Văn Đạo Đường không có hai bài tựa trên, nhưng có bài tựa của Lý Mộng Tùng viết năm 1801 và bài Phàm lệ gồm 4 mục. Viện Nghiên cứu Hán Nôm cũng xác nhận bản Lĩnh Nam dật sử chữ Hán ký hiệu A.856/1-3. PARIS.EFEO.MF.I/2/216. đề tên tác giả Ma Văn Cao, Trần Nhật Duật, Trần Quốc Toản, Trương Hán Siêu là "ngụy tác, đánh tráo tiểu thuyết của Trung Quốc". Như vậy, "nghi án văn chương" tồn tại suốt gần một thế kỷ đã được sáng tỏ.